# Fiona Kelly
Fiona Kelly (* 15. Mai 1959 in Yorkshire) ist eine britische Schriftstellerin. Sie schreibt nicht nur Kriminalromane, sondern auch Kinderbücher.

## Leben
Kelly wollte schon als Kind inspiriert von Enid Blyton Kriminalautorin werden. Nach ihrem Studium zog sie nach London und arbeitete als Englischlehrerin, im Museum und in einer Krimibuchhandlung, bevor sie mit ihren Büchern Erfolg hatte.
Zu ihren bekanntesten Werken gehört die Kinderbuchreihe Mystery Club über drei Mädchen, die in Kriminalfälle verwickelt werden. Sie lebt in London.

## Werke (Auswahl)

### Special Agents
- Einsatz London Airport
- Alarmstufe Rot
- Straßen des Todes
- Am Abgrund
- Die Spur der Attentäter
- Die Mafia im Visier

### Mystery Kids
Die englischen Originalausgaben erschienen bei Hodder Children's Books. Die deutschen Ausgaben erschienen beim Ravensburger Buchverlag. Die Bücher wurden von Christine Gallus aus dem Englischen ins Deutsche übersetzt.
Inhaltlich geht diese Buchreihe dem Mystery Club voraus, denn sie spielt in der Zeit als Holly Adams noch in London lebte.
| Bd. | Deutscher Titel            | Jahr | Zusammenfassung | ISBN               | Originaltitel   | Jahr |
| --- | -------------------------- | ---- | --- | ------------------ | --------------- | ---- |
| 1   | Auf der Spur der Spione    | 2000 | — | ISBN 3-473-34539-3 | Spy-catchers!   | 1995 |
| 2   | Verloren!                  | 2000 | — | ISBN 3-473-34540-7 | Lost and Found  | 1995 |
| 3   | Die Jagd auf den Schatz    | 2000 | Holly, Miranda und Peter lesen von einer Erpressung, die schon vor Jahren passierte. Der Täter wurde zwar gefasst, aber das erpresste Geld wurde nie gefunden. Die Mystery Kids machen sich auf die Suche nach der verschwundenen Beute. | ISBN 3-473-34541-5 | Treasure Hunt   | 1995 |
| 4   | Das Haus der Geheimnisse   | 2000 | - | ISBN 3-473-34542-3 | The Empty House | 1995 |
| 5   | Den Fälschern auf der Spur | 2000 | — | ISBN 3-473-34543-1 | Funny Money     | 1995 |
| 6   | Die Bucht der Schmuggler   | 2000 | — | ISBN 3-473-34544-X | Smugglers Bay   | 1995 |
| 7   | Geheimagent John Raven     | 2001 | — | ISBN 3-473-34545-8 | Blackmail!      | 1996 |
| 8   | Mord auf Schloss Granville | 2001 | — | ISBN 3-473-34546-6 | Mystery Weekend | 1996 |

### Mystery Club

#### Inhalt
Die Krimibuchserie Mystery Club handelt von den Schülerinnen Holly Adams, Tracy Foster und Belinda Hayes die, weil sie gerne Krimis mögen, einen Krimiclub gegründet haben.
In den Geschichten werden die drei Mädchen dann in der Tat regelmäßig in echte Kriminalfälle verwickelt, zu deren Auflösung sie einen erheblichen Teil beitragen.
Holly ist mit ihren Eltern erst vor kurzem nach Willow Dale gezogen, wo sie um Anschluss zu finden mit Tracy und Belinda den Mystery Club gründete.
Tracy stammt aus Kalifornien und ist extrem sportlich, was den drei Hobbydetektiven schon manches Mal aus einer verzwickten Situation geholfen hat. Belinda dagegen ist vernarrt in ihr Pferd Milton und von Natur aus eher faul veranlagt. Um gegen ihr wohlhabendes Elternhaus zu protestieren, trägt sie meist Jeans und ein altes, grünes Sweatshirt.
Die Buchreihe ist für ein Publikum ab 10 Jahren bis ins Teenageralter gedacht, wobei auch vor allem Mädchen wegen der drei weiblichen Protagonistinnen angesprochen werden.
Die englischen Originalausgaben erschienen bis einschließlich Band 12 bei Knight Books, Hodder & Stoughton, danach bei Hodder Children's Books. Die deutschen Ausgaben erschienen beim Ravensburger Buchverlag. Die Bücher wurden von Simone Wiemken aus dem Englischen ins Deutsche übersetzt.
| Bd. | Deutscher Titel              | Jahr | Zusammenfassung | ISBN               | Originaltitel        | Jahr |
| --- | ---------------------------- | ---- | --- | ------------------ | -------------------- | ---- |
| 1   | Geheimnisvolle Spuren        | 1995 | Holly recherchiert für ein Schulprojekt im Schularchiv. Dort finden sie und ihre Freunde die Kopie eines Gemäldes, das der Schule entwendet wurde. Diese Kopie soll Hinweise zum Versteck des Originals beinhalten, aber niemand konnte es bisher auffinden. Der Mystery Club nimmt die Ermittlungen auf, doch dann verschwindet auch die Kopie des Gemäldes.                            | ISBN 3-473-34551-2 | Secret Clues         | 1993 |
| 2   | Gefahr für die Zeugin        | 1995 | Holly wird von einem Auto so knapp auf ihrem Fahrrad überholt, dass nur ein Sturz in den Straßengraben sie retten kann. Später sieht sie, dass der Wagen ebenfalls von der Straße abkommt. Als sie helfen will, findet sie nur das Autowrack vor, nicht aber den Fahrer. Am nächsten Tag taucht dieser mit angeblicher Amnesie wieder auf. Der Mystery Club beginnt zu ermitteln.        | ISBN 3-473-34552-0 | Double Danger        | 1993 |
| 3   | Die verbotene Insel          | 1995 | Holly, Tracy und Belinda machen Ferien bei einer Tante, die direkt am Meer wohnt. Von einer unbetretbaren Insel vor der Küste kommen nachts merkwürdige Lichtsignale, woraufhin der Mystery Club beschließt zu ermitteln. Doch das scheint jemanden gewaltig zu stören, denn die Mädchen bekommen daraufhin Drohbriefe.                                                                  | ISBN 3-473-34553-9 | The Forbidden Island | 1993 |
| 4   | Diebe in der Nacht           | 1995 | Holly hilft einem älteren Ehepaar im Haushalt, doch in deren Haus soll es spuken. Die beiden verängstigten Alten wollen den Grund ihrer Angst nicht preisgeben. Das Geheimnis lässt Holly und ihren Freundinnen keine Ruhe, also beginnt der Mystery Club zu ermitteln. | ISBN 3-473-34554-7 | Mischief at Midnight | 1993 |
| 5   | Unheimliche Nachbarn         | 1996 | In Willow Dale kommt es zu einer Einbruchsserie. Der Mystery Club nimmt die Ermittlungen auf. Holly und ihre Freundinnen haben schnell einen neuen Jungen an der Schule in Verdacht. Denn obwohl er scheinbar aus London kommt, verstrickt er sich bei Erzählungen über seine frühere Heimat immer wieder in Widersprüche. Zu dumm für ihn, dass Holly früher ebenfalls in London lebte. | ISBN 3-473-34555-5 | Dangerous Tricks     | 1993 |
| 6   | Entführt!                    | 1996 | Die Freunde vom Mystery Club wollen Tracys Cousine vom Bahnhof abholen, doch sie kommt dort nicht an. Niemand weiß, wo das Mädchen ist. Da Judys Vater Juwelier ist, liegt eine Entführung nahe. Ein Erpresseranruf scheint dies zu bestätigen. | ISBN 3-473-34556-3 | Missing!             | 1994 |
| 7   | Verdächtig                   | 1996 | Die Mitglieder des Mystery Clubs machen Urlaub bei Hollys Freundin in London. Beim Babysitten erleben die Freunde hautnah mit, wie das Zimmer der Untermieterin von der Polizei durchsucht wird. Holly, Tracy und Belinda wittern einen Fall und landen kurzerhand in einem Abenteuer.                                                                                                   | ISBN 3-473-34557-1 | Hide and Seek        | 1994 |
| 8   | Der falsche Schatzsucher     | 1996 | Holly, Tracy und Belinda dürfen bei archäologischen Ausgrabungen nahe Willow Dale teilnehmen. Doch nachdem etwas Kostbares gefunden wurde, sind die Mädchen nicht mehr gern gesehen. Der Mystery Club wittert krumme Geschäfte und geht diesem Verdacht nach. | ISBN 3-473-34558-X | Buried Secrets       | 1994 |
| 9   | Ein gefährliches Spiel       | 1996 | Die für die Schülerzeitung verantwortliche Steffie benimmt sich merkwürdig und vernachlässigt ihre Aufgaben. Da ihr dies gar nicht ähnlich sieht, ermittelt der Mystery Club. Das vorläufige Ergebnis: Liebeskummer. Doch dann ändern sich die Dinge und ein neuer Verdacht kommt auf.                                                                                                   | ISBN 3-473-34559-8 | Deadly Games         | 1994 |
| 10  | Das verschwundene Amulett    | 1996 | In Hollys Telefonleitung sind seltsame Stimmen zu hören. Sie unterhalten sich über ein kostbares Amulett, dass schon seit Jahrhunderten verschwunden ist. Angeblich soll es neue Hinweise geben. Holly, Tracy und Belinda tun das Ganze zunächst als Scherz ab, als Hollys Bruder auf einmal interessante Spuren entdeckt. Nun ist das Interesse des Mystery Clubs geweckt.              | ISBN 3-473-34560-1 | Crossed Lines        | 1994 |
| 11  | Pferdedieben auf der Spur    | 1997 | Holly beobachtet zufällig das Verladen eines Pferdes. Eigentlich nichts Ungewöhnliches. Doch als wenig später ein teures Pferd vermisst wird, hat Holly einen schrecklichen Verdacht. Als dann auch noch Berlindas Pferd Milton aus dem Stall verschwunden ist, nehmen die drei Mädchen des Mystery Clubs die Ermittlungen auf.                                                          | ISBN 3-473-34561-X | Dark Horse           | 1994 |
| 12  | Geheimnisvolle Vergangenheit | 1997 | Einige Menschen verhalten sich ziemlich seltsam in Willow Dale. Eine fremde Frau gibt sich als Hollys Lieblingsschriftsteller aus. Ein unheimlicher alter Mann lebt unter falschem Namen. Und zu guter Letzt versuchen Unbekannte den Start eines berühmten Rennpferdes zu verhindern. Der Mystery Club ermittelt diesmal gleich in drei Fällen.                                         | ISBN 3-473-34562-8 | Deceptions           | 1994 |
| 13  | Ferien im Lake District      | 1998 | Die Mitglieder des Mystery Clubs verbringen ein paar Tage im Feriencamp. Dort sehen sie, wie ein Junge verfolgt wird und dann ins Meer stürzt. Niemand kann den Jungen noch seine Leiche finden. Als die Mädchen kurz darauf eine Hütte entdecken in der sich jemand versteckt, ist ihr Spürsinn geweckt.                                                                                | ISBN 3-473-34563-6 | Fatal Fall           | 1995 |
| 14  | Notlandung im Gebirge        | 1998 | Holly, Tracy und Belinda machen Urlaub in Schottland, als sie Zeugen eines Flugzeugabsturzes werden. Doch an der Unfallstelle ist der Pilot verschwunden. Die Mädchen des Mystery Clubs geraten in ein gefährliches Abenteuer. | ISBN 3-473-34564-4 | Crash Landing        | 1995 |
| 15  | Spur des Gifts               | 1999 | Während einer Bootsfahrt beobachten die Mitglieder des Mystery Clubs, wie ein Mädchen vom Fahrrad stürzt. Sie nehmen die Verletzte an Bord, um sie in die nächste Klinik zu bringen. Doch bei einer Panne flieht das Mädchen. Die verdutzten Schülerinnen Holly, Tracy und Belinda nehmen die Verfolgung auf.                                                                            | ISBN 3-473-34565-2 | Poison!              | 1994 |
| 16  | Außer Kontrolle!             | 1999 | In Willow Dale wird ein Krimi gedreht und die Mitglieder des Mystery Clubs konnten Komparsenrollen ergattern. Als die Hauptdarstellerin bei den Dreharbeiten einen schweren Unfall hatte und eine Bank überfallen wird, sind sich Holly, Tracy und Belinda sicher, dass hier nicht alles mit rechten Dingen zugeht.                                                                      | ISBN 3-473-34566-0 | Out of Control       | 1995 |
| 17  | Zutritt streng verboten!     | 2000 | Holly, Tracy und Belinda machen Ferien am Meer. In ihrem legendenumrankten Ferienhaus soll alter, wertvoller Schmuck versteckt sein. Die Mädchen können natürlich nicht anders und versuchen ihn zu finden. Doch eines Morgens fehlt ein kostbares Schwert, dass die Eingangshalle zierte. Der Mystery Club beginnt zu ermitteln.                                                        | ISBN 3-473-34567-9 | The Secret Room      | 1995 |
| 18  | Auf Hexenjagd                | 2000 | Holly möchte für die Schülerzeitung eine alte Dame interviewen, doch irgendwer versucht dies zu vereiteln. Plötzlich gibt es in der Stadt Hexentänze, einen Brand in einer Kirche und verdächtigt wird die alte Dame. Bei den Ermittlungen wird es für die Mitglieder des Mystery Clubs selbst ganz schön brenzlig.                                                                      | ISBN 3-473-34568-7 | Hidden Pasts         | 1995 |
| 19  | Die Verschwörung             | 2001 | Holly, Tracy und Belinda verbringen ein Vergnügungs-Wochenende in Paris. Der Aufenthalt wird plötzlich gefährlich, als eines Nachts Geheimagenten in ihrem Zimmer stehen. Es kommt aber noch schlimmer, denn Belinda wird entführt. | ISBN 3-473-34569-5 | Conspiracy           | 1995 |
| 20  | Feuer in der Nacht           | 2001 | Zum Schuljubiläum soll ein wertvolles Gemälde ausgestellt werden. Doch kurz zuvor wird das Bild gestohlen und durch eine Kopie ausgetauscht. Damit der Raub nicht auffällt legt der Täter Feuer. Der Mystery Club ermittelt und gerät selbst in Gefahr. | ISBN 3-473-34570-9 | Betrayal             | —    |
| 21  | Das Vermächtnis              | 2002 | Holly, Belinda und Tracy jobben in einem Kongresshotel. Doch hier scheint nicht alles mit rechten Dingen zuzugehen. Der Sohn des Chefs lässt niemanden zu seinem kranken Vater und ein verdächtiger Mann spioniert im Hotel herum. Der Mystery Club gerät plötzlich in einen Erbschaftsstreit.                                                                                           | ISBN 3-473-34571-7 | Without a Trace      | —    |
| 22  | Spionage – eiskalt           | 2002 | Die Mitglieder des Mystery Clubs machen Skiurlaub in Österreich. Dort trifft Tracy Cindy, die sie von früher kennt. Doch diese leugnet Tracy zu kennen und gibt vor jemand anderes zu sein. Auch ihr Vater hat eine andere Identität. Die Mädchen werden in einen dubiosen Fall verwickelt und decken gefährliche Machenschaften auf.                                                    | ISBN 3-473-34572-5 | Mistaken Identity    | —    |
| 23  | Die rätselhafte Statue       | 2003 | Holly, Tracy und Belinda haben die Möglichkeit auf eine Geschäftsreise nach Spanien mitzufahren. Dort bemerken sie eine berühmte Statue im Haus eines Künstlers. Allerdings sollte diese eigentlich im Tate Modern Museum in London stehen. Die Mädchen wittern einen neuen Fall. | ISBN 3-473-34573-3 | Publicity            | —    |
| 24  | Derby der Diebe              | 2003 | Der Mystery Club besucht die Pferderennbahn. Aber irgendetwas scheint hier nicht zu stimmen. Ein absolut unbekanntes Pferd läuft zur Hochform auf und siegt, doch das erfolgreichste und beste Pferd kann überhaupt nicht mehr gewinnen. Holly, Tracy und Belinda decken einen Wettskandal auf.                                                                                          | ISBN 3-473-34574-1 | Long Shot            | —    |
| 25  | Gefangen im Labyrinth        | 2004 | Holly, Belinda und Tracy machen Urlaub auf Kreta. Dort lernen sie Archäologen kennen, die gerade Ausgrabungen machen. Doch dann kommt der Verdacht auf, dass einige von ihnen Grabräuber oder Schmuggler sind? Die drei Freunde stellen Nachforschungen an, um die Geheimnisse zu lüften.                                                                                                | ISBN 3-473-34575-X | Ancient Secrets      | —    |
| 26  | Auf falscher Fährte          | 2004 | Die Schlagzeilen werden von einem Unfall mit Fahrerflucht beherrscht. Außerdem wird Hollys Mutter verdächtigt, dass sie etwas mit dem Verschwinden von Geld aus der Bank, die sie leitet zu tun hat. Der Mystery Club ermittelt und findet tatsächliche einen Zusammenhang zwischen dem verschwundenen Geld und dem Unfall.                                                              | ISBN 3-473-34576-8 | Under Suspicion      | —    |

### Team Omega
Die deutschen Ausgaben erschienen beim Ravensburger Buchverlag. Die Bücher wurden von Simone Wiemken aus dem Englischen ins Deutsche übersetzt.
Die Handlungen der Geschichten sind im Grunde mit denen der Mystery Club-Bände 21, 22, 25 und 26 identisch. Einziger Unterschied ist, dass die Hobbyermittler nun Holly, Belinda und Tom heißen.
| Bd. | Deutscher Titel                  | Jahr | Zusammenfassung | ISBN               | Originaltitel     | Jahr |
| --- | -------------------------------- | ---- | --- | ------------------ | ----------------- | ---- |
| 1   | Auf falscher Fährte              | 2007 | Die Schlagzeilen werden von einem Unfall mit Fahrerflucht beherrscht. Außerdem verschwindet Geld auf seltsame Weise aus einer Bank. Das Team Omega ermittelt und findet tatsächliche einen Zusammenhang zwischen dem verschwundenen Geld und dem Unfall.                                                                             | ISBN 3-473-36998-5 | Under Suspicion   | —    |
| 2   | Gefangen im Labyrinth            | 2007 | Holly, Belinda und Tom machen Urlaub auf Kreta. Dort lernen sie Archäologen kennen, die gerade Ausgrabungen machen. Doch dann kommt der Verdacht auf, dass einige von ihnen Grabräuber oder Schmuggler sind? Die drei Freunde stellen Nachforschungen an, um die Geheimnisse zu lüften.                                              | ISBN 3-473-36999-3 | Ancient Secrets   | —    |
| 3   | Gefahr im tödlichen Eis          | 2007 | Die Mitglieder von Team Omega machen Skiurlaub in Österreich. Dort trifft Tom ein Mädchen, das er von früher kennt. Doch dieses leugnet Tom zu kennen und gibt vor jemand anderes zu sein. Auch ihr Vater hat eine andere Identität. Die Freunde werden in einen dubiosen Fall verwickelt und decken gefährliche Machenschaften auf. | ISBN 3-473-36996-9 | Mistaken Identity | —    |
| 4   | Das Vermächtnis von Raven Castle | 2007 | Holly, Belinda und Tom jobben in einem Kongresshotel. Doch hier scheint nicht alles mit rechten Dingen zuzugehen. Der Sohn des Chefs lässt niemanden zu seinem kranken Vater und ein verdächtiger Mann spioniert im Hotel herum. Das Team Omega gerät plötzlich in einen Erbschaftsstreit.                                           | ISBN 3-473-36997-7 | Without a Trace   | —    |

| Personendaten    | Personendaten              |
| ---------------- | -------------------------- |
| NAME             | Kelly, Fiona               |
| KURZBESCHREIBUNG | britische Schriftstellerin |
| GEBURTSDATUM     | 15. Mai 1959               |
| GEBURTSORT       | Yorkshire                  |